# Tsion Avital
Tsion Avital (nacido el 21 de febrero de 1940) es un filósofo israelí del arte y de la cultura.

## Biografía
Tsion Avital nacido de Avraham y Preciada Dorit Avitbol Avital, creció en la ciudad de Sefrou en Marruecos. Avital emigró a Israel con su familia en enero de 1951, cuando tenía once años. Estudió filosofía y psicología en la Universidad Hebrea de Jerusalén, y luego realizó una maestría en filosofía enfocada en la estética, tomando cursos adicionales en el Departamento de Historia del Arte. Su tesis de maestría, "Un esquema de la artonomía", fue supervisada por Yehuda Elkana y Eddy Zemach. Mientras preparaba su doctorado, pasó de 1971 a 1972 en la Universidad de Toronto en Canadá. En el laboratorio de estética experimental que dirige Daniel Berlyne, pudo verificar sus hipótesis sobre el paradigma estructural en el arte. Su tesis doctoral, sobre "Artonomía: un nuevo tipo de arte y sus implicaciones para la educación artística en el futuro" (1974), fue supervisada por el propio Berlyne y por Anatol Rapoport de la Universidad de Toronto y Moshe Caspi de la Universidad Hebrea.

## Carrera académica
En 1973, Avital fue nombrado profesor de la Universidad Hebrea. En 1976 dejó de enseñar y administró una planta de caucho y plásticos en la Zona Industrial de Holon durante cinco años. En 1982 reanudó la docencia en la Facultad de Diseño del HIT, el Holon Institute of Technology. En 1997 fue nombrado Profesor Titular, en 1999 se le concedió la titularidad y en 2003 fue nombrado Profesor Titular. En 2011 se jubiló como Profesor Emérito en el Instituto Tecnológico de Holon.

## Investigación en artonomía
En su tesis doctoral, Avital afirmó que el arte moderno o todo el arte visual no representacional, tanto en pintura como en escultura, no es arte en absoluto, porque las obras son composiciones completamente arbitrarias y, por lo tanto, carecen de una estructura sistémica, lo que ha sido el eje central característico del arte en los 40.000 años de su existencia. Afirma que para revivir el arte se necesita un nuevo tipo de arte, que restaure una estructura sistémica al arte, pero sin volver al arte figurativo que se había agotado. Llama a este arte "Artonomía". En realidad, desde un punto de vista superior, el arte figurativo y la artonomía son las dos caras de la misma moneda: una orientada semánticamente o al contenido y la otra orientada a la estructura. La importancia decisiva que atribuye a la estructura jerárquica en el arte deriva del hecho de que la jerarquía es una relación de ordenamiento universal, y es el principio de orden más general que existe en el universo en todos los niveles: macro y micro, en el físico, biológico, social. y mundo noético.
Avital piensa que el arte figurativo sirvió como una representación adecuada y comprensible de cosas, reales o ficticias, durante decenas de miles de años simplemente porque representaba las cosas en el mundo en un orden jerárquico, empleando símbolos pictóricos incrustados en sí mismos. Desde el momento en que el orden jerárquico se borró del arte, también dejó de ser un medio para la representación de la realidad o cualquier otra cosa, para convertirse en un embadurnamiento arbitrario de pintura o, en el mejor de los casos, en un diseño gráfico trivial. No tenemos ninguna dificultad para entender el arte prehistórico de hace 32.000 años, pero somos incapaces de entender ninguna pintura "abstracta" hecha hoy. La hipótesis central de la investigación de Avital era que si exponemos a sujetos de prueba que no saben nada de pensamiento sistémico a un conjunto de pinturas no figurativas cuya relación es sistémica, los sujetos podrían identificar el orden correcto de las imágenes que componen el sistema incluso si estas se les presentaran en orden aleatorio. La hipótesis fue probada en tres experimentos diferentes, todos los cuales demostraron que efectivamente sujetos sin conocimiento previo del tema lograron, consciente o inconscientemente, reconstruir el orden correcto de los sistemas visuales que se les habían presentado en un orden aleatorio que difería para cada tema. Los resultados de las pruebas confirmaron la hipótesis de Avital por encima de toda expectativa, apoyando así indirectamente la teoría de las huellas mentales de Avital.
Entre los años 1974-1985, Avital inició una serie de exposiciones en Israel en las que los principios de la Artonomía en diversas artes fueron demostrados, tanto por Avital como por otros artistas. Vale la pena señalar que, si bien todos los estudiosos que emplean el estructuralismo en sus campos lo utilizan como método explicativo. Avital sostiene que la artonomía parece ser el único caso en el que el estructuralismo se aplica como método explicativo y generativo en el arte. Antes de la formulación de la artonomía por Avital, hubo un intento prematuro de introducir el pensamiento sistémico en el arte. En 1966, el Museo Guggenheim de Nueva York presentó una exposición titulada "Arte sistémico".
Avital sostiene que los términos "sistema" y "sistémico" se utilizaron sin ser entendidos, como suele ocurrir en el arte. Todas las obras presentadas en la exposición eran como máximo series en lugar de sistemas. De hecho, en cualquier sistema puede existir un efecto serial, pero no todas las series constituyen un sistema. La diferencia es que no existe una conexión necesaria entre los constituyentes de una serie, pero existe una conexión necesaria entre todos los constituyentes de un sistema. Una diferencia adicional es que en una serie no hay una capa o jerarquía necesaria entre los componentes de la serie, mientras que en un sistema existe necesariamente una capa entre los componentes del sistema. Afirmar que el arte visual no figurativo, o simplemente el arte "abstracto", no es arte, obligó a Avital a proponer una caracterización sólida del arte verdadero, pero no encontró ninguna en la historia de la estética. Después de su total desilusión con la teoría de la estética y años de tanteo en la oscuridad sin solución, Avital decidió mirar en una dirección completamente diferente: investigar en la prehistoria cómo nació el arte, con la esperanza de que en sus etapas de formación sería más fácil de discernir sus características más básicas. Después de más de veinte años de andar a tientas en la oscuridad sin solución, un punto de inflexión significativo para él fue el descubrimiento de Mary Leakey y otros investigadores que discutieron el descubrimiento de un rastro de huellas dejadas por homínidos en Laetoli, en el norte de Tanzania, hace 3,8 millones de años. Estas huellas muestran un fenómeno notable: en el camino en un momento caminaban un hombre, una mujer y un niño y este último, a modo de juego, se aseguraba de pisar solo las huellas del macho que tenía delante, aunque sus zancadas eran mucho más largas. Este artículo y alrededor de un centenar de otros artículos que discuten estas huellas tratan únicamente varios aspectos fisiológicos de estos homínidos. Pero para Avital, este hallazgo fue la clave para algunas ideas sobre la composición cognitiva de estos homínidos y para responder a dos preguntas fundamentales: los orígenes gráficos del arte, así como las cualidades cognitivo-estructurales necesarias para que algo sea una obra de arte. 
En su artículo "Footprints Literacy: The Origins of Art and Prelude to Science" 
Avital mostró que los homínidos de hace unos cuatro millones de años aparentemente sabían cómo leer huellas, algo que ninguna otra criatura es capaz de hacer hasta el día de hoy salvo a los humanos. En segundo lugar, mostró por qué la lectura de huellas es aparentemente el origen de la pintura, así como el primer caso en el que las metaestructuras de la mente encuentran expresión. Así, Avital ha anclado los orígenes y el significado del arte en la mente misma y, en este sentido, su teoría es muy diferente de otras teorías conocidas como las presentadas por Breuil, Gombrich o Davis.
Las mismas metaestructuras de la mente o huellas mentales reaparecen a lo largo de la evolución de la cultura: fabricación de herramientas, lenguaje y todos los dominios culturales, pero en niveles cada vez más altos de abstracción. La comprensión de los mecanismos cognitivos necesarios para leer las huellas llevó al hallazgo más importante de Avital: la teoría de las huellas mentales y son el eje central de toda su investigación. Avital asume que estas son las herramientas estructurales organizativas básicas de la mente, y encuentran expresión en todas las ramas de la cultura a lo largo de todos los tiempos, y que aparentemente estas estructuras organizativas, en algún nivel, también existen en plantas y animales. Avital afirma que estas huellas mentales que eran necesarias para leer huellas hace cuatro millones de años, y son necesarias hoy para leer huellas, son las mismas cualidades necesarias para hacer herramientas de piedra hace 2.6 millones de años, para el arte prehistórico, el lenguaje y sus derivados, la tecnología. y la ciencia.
Una tabla tentativa de huellas mentales :
1. Conectividad - Desconectividad (Códigos) (Unidad-Pluralidad)
2. Finalidad abierta – Finalidad cerrada
3. Recursividad (recurrencia) - Singularidad ("única")
4. Transformación - invariancia
5. Jerarquía - aleatoriedad (anti-jerarquía, trastorno)
6. Simetría - Asimetría
7. Negación - Afirmación (Doble Negación)
8. Complementariedad - Exclusividad mutua
9. Comparación - No comparación
10. Determinismo - Indeterminismo (Probabilidad, Selección, Elección)
Con el tiempo, el nivel de abstracción y sofisticación en la aplicación de estos patrones se volvió cada vez más complejo. Del mismo modo, la conciencia de la existencia de estos patrones organizativos creció a lo largo del desarrollo de la cultura. En este artículo, Avital afirma que la evolución de la cultura es en gran medida la evolución de los niveles de aplicación de las huellas mentales. Para concretar el asunto, demuestra y compara la aparición de huellas mentales en la lectura de huellas hace 3,8 millones de años: el arte prehistórico desde sus inicios hace 40.000 años y la ciencia moderna en la actualidad. En contraste, en el arte moderno estos patrones organizativos faltan en parte y en parte aparecen en una condición distorsionada o nula. Es decir, en el arte moderno falta el esqueleto estructural que mantuvo unido al arte durante decenas de miles de años y, por lo tanto, no es arte en absoluto, sino más bien los escombros del arte figurativo que el arte abstracto rompió en pedazos. Por ejemplo, la huella de un ciervo de cierta edad, sexo y condición física relaciona o conecta a todos los ciervos del mismo tipo, pero también los diferencia de otros animales. La pintura prehistórica de un caballo relaciona a todos los caballos de la misma especie, pero también los separa de otros animales. La ley de la gravedad de Newton muestra la fuerza de atracción entre dos masas cualesquiera en función de la magnitud de sus masas y el cuadrado de la distancia entre ellas. En contraste, argumenta Avital, el arte abstracto no relaciona ninguna cosa, sino que es un caso especial de una masa de colores y formas sin referencia fuera de sí mismos. De manera similar, se puede demostrar que las otras nueve huellas mentales existen en un nivel creciente de abstracción: en la lectura de huellas, en el arte figurativo y en la ciencia, pero no en el arte moderno. Así, Avital ha anclado la naturaleza del arte en la naturaleza de las metaestructuras de la mente.

## Obras publicadas
El primer libro de Avital es Arte vs. No-Arte: Arte fuera de la mente. Málaga, Vernon Press. El tema central de este libro es restablecer las líneas de demarcación entre el arte y el no-arte anclando la naturaleza del arte, como todas las demás ramas principales de la cultura, en las propiedades estructurales de la mente misma. En 2009 este libro se publicó en chino, y en 2018 apareció en español.
En la primera parte de este libro, Avital examina la pregunta "¿Es el arte moderno realmente arte?" Afirma que todo el arte visual no figurativo creado en el siglo XX y en el siglo actual no es arte. En este libro, Avital afirma que el arte se encuentra en la primera crisis paradigmática de su historia. Afirma que el modernismo redujo el arte a composiciones arbitrarias de color y forma y, por lo tanto, redujo el arte al diseño. Avital también argumenta por qué el arte que se etiqueta como abstracto no es abstracto en absoluto, y esto se debe a que los padres del modernismo no entendieron el concepto de abstracción. Avital critica a los esteticistas y al establishment del arte que, en su opinión, "justificaron la fechoría": en lugar de definir el arte de una manera que permitiera distinguir entre arte y no arte, extendieron el concepto de arte sin límites hasta que no había nada que no pudiera presentarse como arte. Este estado de cosas es equivalente a un estado de no arte, porque si todo es rojo y nada no es rojo, entonces no hay rojo.
La segunda parte del libro presenta la teoría de las huellas mentales y muestra cómo se puede aplicar para distinguir de una manera bastante clara entre arte y pseudoarte. Argumenta extensamente cómo cada huella mental, como Conectividad-Desconexión, Simetría-Asimetría, Jerarquía-Aleatoriedad y otras, aparecen en cada pintura figurativa pero no en la pintura "abstracta". Una discusión particularmente profunda trata sobre la organización jerárquica y sus implicaciones para el arte hoy y en el futuro. Al final del libro, Avital presenta una tabla de unas cincuenta características que existen en el arte figurativo a lo largo de su historia, de las cuales solo dos, el color y la forma, aparecen también en el arte moderno. Sin embargo, estas dos características son como mucho una condición necesaria pero no suficiente para que algo sea una obra de arte. Estas dos características son apenas suficientes para que algo sea diseño gráfico trivial pero no arte.
El segundo libro de Avital es: La confusión entre arte y diseño: herramientas cerebrales versus herramientas corporales. Washington; Vernon Press (2017).
Desde principios del siglo XX, los artistas han reducido la pintura figurativa al diseño gráfico pero lo han llamado " arte abstracto ". También redujeron la escultura figurativa a un objeto o diseño industrial sin ninguna función instrumental, pero llamaron a su trabajo "escultura abstracta". En ambos casos, los artistas redujeron los símbolos figurativos a sus componentes perceptivos; el color y la forma, o los objetos y, por lo tanto, el arte dejó de existir como lenguaje visual y de hecho se convirtió en un diseño de uno u otro tipo. De hecho, los artistas, diseñadores, conservadores de museos de arte y diseño, profesores de academias de arte y diseño y, ciertamente, estudiantes de ambos campos, no son realmente capaces de distinguir entre los dos dominios. Como resultado de la confusión total entre el arte y el diseño, existe una completa confusión entre los dos dominios, lo que es perjudicial para ambos campos.
El libro presenta una comparación del arte y el diseño a la luz de unas cien propiedades, y muestra que en casi todos los casos estas propiedades se transmiten de manera opuesta en ambos campos. A la luz de estas comparaciones, la conclusión inevitable es que el arte y el diseño son dos dominios diferentes e independientes de carácter opuesto. El libro demuestra que el arte y el diseño pertenecen a dos dominios de dos niveles diferentes de realidad. Esta es la razón por la que todos los símbolos pertenecen a la realidad de segundo orden o herramientas cerebrales, mientras que los objetos pertenecen a la realidad de primer orden o herramientas corporales. Todos los símbolos existen en la realidad noética solo mientras que todos los objetos existen en la realidad del espacio-tiempo. El punto de partida tanto del artista como del diseñador es una imagen determinada. Pero mientras el artista asciende de la imagen a los símbolos visuales, el diseñador desciende de la imagen o símbolo al mundo de los objetos. Por tanto, el pensamiento del artista es principalmente inductivo, mientras que el pensamiento del diseñador es principalmente deductivo. 
Hay diseño en todos los aspectos y en todos los niveles de la naturaleza: físico, botánico y biológico. Pero no hay símbolos de ningún tipo en la naturaleza. No hay arte en la naturaleza, como tampoco hay filosofía, literatura o ciencia. Estas son solo algunas de las cien distinciones entre arte y diseño que se presentan en este libro. Por otra parte, la necesidad de establecer la distinción entre arte y diseño es una condición necesaria para la posibilidad de entender que el arte visual no figurativo no es arte en absoluto sino diseño, y por lo tanto existe la necesidad de establecer un nuevo paradigma para el arte en la futuro para liberarlo de su estancamiento que ya dura un siglo.
Existe una conexión estrecha e inmanente entre todas las etapas del trabajo de toda la vida de Avital: 
- a. El argumento preliminar de que el arte moderno no es arte porque ha demolido el marco jerárquico del arte y por tanto ha perdido también su función referencial.
- b. La propuesta de que la artonomía como arte estructural puede restaurar la estructura jerárquica en el arte sin volver al arte figurativo.
- c. El descubrimiento de la teoría de las huellas mentales, que revela la infraestructura estructural de todos los dominios de la cultura, incluido el arte verdadero, y que nos permite distinguir entre arte y no arte.